# 坂本善三美術館
坂本善三美術館（さかもとぜんぞうびじゅつかん）は、熊本県阿蘇郡小国町に所在する美術館。

## 概要
1995年10月開館。阿蘇郡小国町出身の洋画家、坂本善三の作品など約500点を収蔵、展示している。
小国地方に1872年（明治5年）に建てられた民家を、当地に移築。加えて小国地方特有の置き屋根式の蔵を模した展示棟と収蔵棟を新築し、神社（鉾納社）の神域に接して建設された。国内でも稀な全館畳敷きの美術館。
1995年、「くまもと景観賞」を受賞。1998年には、さらに「くまもと景観賞」受賞施設の中から選定された「記念大賞」に選ばれた。

## 基本情報
- 開館時間 - 9:00～17:00（入館は16:30まで）
- 休館日 - 毎週月曜日（休日にあたるときは翌日休館）、年末年始。
  - 臨時休館や、展示変えの際には休館となる場合もあるので、要確認。
- 入館料 - 一般500円　大学生・高校生400円　中学生・小学生200円（団体割引有）
- ミュージアムショップを併設

## アクセス
- JR九州豊肥本線阿蘇駅から九州産交バス杖立温泉行に乗車し「ゆうステーション」下車、タクシーで6分。
- 西鉄天神高速バスターミナル・博多バスターミナルから高速バス福岡 - 黒川温泉線に乗車し「ゆうステーション」下車、タクシーで6分。
- 大分自動車道日田インターチェンジから35㎞、九州自動車道熊本インターチェンジから58㎞。

## 周辺情報
- 鉾納社（ほこのみや） - 宝来吉見神社。美術館に隣接。祭神日子八井命（国龍神、草部吉見神）、比咩御子神
- 学びやの里 - 北里柴三郎記念館、北里柴三郎の生家など
- 下の城のイチョウ - 国の天然記念物
- 杖立温泉

## 参考資料
- 坂本寧『善三先生と私』坂本善三美術館、1996
- 練馬区立美術館、横山勝彦他編集『没後10年 坂本善三展、図録』朝日新聞社、1997
- JTB「るるぶ熊本'99」、1998、p42